# Lista amerykańskich senatorów Stanów Zjednoczonych ze stanu Maryland
Lista senatorów Stanów Zjednoczonych ze stanu Maryland – senatorzy wybrani ze stanu Maryland.
Zgodnie z trzecim paragrafem pierwszego artykułu Konstytucji Stanów Zjednoczonych w senacie Stanów Zjednoczonych zasiada dwóch senatorów z każdego stanu. Senatorzy wybierani są na okres 6 lat, czyli trzy kadencje Kongresu Stanów Zjednoczonych i podzieleni są na trzy klasy. Z Marylandu wybierani są senatorzy 1. i 3. klasy.
W okresie od 1789 do 1913 roku senatorzy Stanów Zjednoczonych z Marylandu wybierani byli przez zgromadzenie obu izb stanowego parlamentu. Od 1913 roku, zgodnie z siedemnastą poprawką do Konstytucji Stanów Zjednoczonych wybierani są w głosowaniu powszechnym na terenie całego stanu.

## 1. klasa
| Lp.   | Imię i nazwisko           | Imię i nazwisko | Od                | Do                   | Partia                                              | Kadencja                                                          | Uwagi |
| ----- | ------------------------- | --------------- | ----------------- | -------------------- | --------------------------------------------------- | ----------------------------------------------------------------- | --- |
| 1     | Charles Carroll           |                 | 4 marca 1789      | 30 listopada 1792    | Partia Federalistyczna                              | 1                                                                 | Wybrany w 1789 |
| 1     | Charles Carroll           | 2               | 4 marca 1789      | 30 listopada 1792    | Partia Federalistyczna                              | Reelekcja w 1792 Zrezygnował w trakcie trwania kadencji w 1792    | |
| Wakat | Wakat                     | Wakat           | 30 listopada 1792 | 10 stycznia 1793     |                                                     | 2                                                                 | |
| 2     | Richard Potts             |                 | 10 stycznia 1793  | 24 października 1796 | Partia Federalistyczna                              | 2                                                                 | Wybrany do dokończenia kadencji w wyborach specjalnych w 1793 Zrezygnował w trakcie trwania kadencji w 1796         |
| 3     | John Eager Howard         |                 | 30 listopada 1796 | 4 marca 1803         | Partia Federalistyczna                              | 2                                                                 | Wybrany do dokończenia kadencji w wyborach specjalnych w 1796                                                       |
| 3     | John Eager Howard         | 3               | 30 listopada 1796 | 4 marca 1803         | Partia Federalistyczna                              | Wybrany na pełną, 6-letnią kadencję w 1796                        | |
| 4     | Samuel Smith              |                 | 4 marca 1803      | 4 marca 1815         | Partia Demokratyczno-Republikańska                  | 4                                                                 | Wybrany w 1802 |
| 4     | Samuel Smith              | 5               | 4 marca 1803      | 4 marca 1815         | Partia Demokratyczno-Republikańska                  | Reelekcja w 1809                                                  | |
| Wakat | Wakat                     | Wakat           | 4 marca 1815      | 29 stycznia 1816     |                                                     | 6                                                                 | Parlament nie zdołał wybrać senatora                                                                                |
| 5     | Robert Goodloe Harper     |                 | 29 stycznia 1816  | 6 grudnia 1816       | Partia Federalistyczna                              | 6                                                                 | Wybrany z opóźnieniem w 1816 Zrezygnował w trakcie trwania kadencji w 1816                                          |
| Wakat | Wakat                     | Wakat           | 6 grudnia 1816    | 20 grudnia 1816      |                                                     | 6                                                                 | |
| 6     | Alexander Contee Hanson   |                 | 20 grudnia 1816   | 23 kwietnia 1819     | Partia Federalistyczna                              | 6                                                                 | Wybrany do dokończenia kadencji w wyborach specjalnych w 1816 Zmarł w trakcie pełnienia urzędu w 1819               |
| Wakat | Wakat                     | Wakat           | 23 kwietnia 1819  | 21 grudnia 1819      |                                                     | 6                                                                 | |
| 7     | William Pinkney           |                 | 21 grudnia 1819   | 25 lutego 1822       | Partia Demokratyczno-Republikańska                  | 6                                                                 | Wybrany do dokończenia kadencji w wyborach specjalnych w 1819                                                       |
| 7     | William Pinkney           | 7               | 21 grudnia 1819   | 25 lutego 1822       | Partia Demokratyczno-Republikańska                  | Reelekcja w 1821 Zmarł w trakcie pełnienia urzędu w 1822          | |
| Wakat | Wakat                     | Wakat           | 25 lutego 1822    | 17 grudnia 1822      |                                                     | 7                                                                 | |
| 8     | Samuel Smith              |                 | 17 grudnia 1822   | 4 marca 1833         | Jacksonian Party (późniejsza Partia Demokratyczna)  | 7                                                                 | Wybrany do dokończenia kadencji w wyborach specjalnych w 1822                                                       |
| 8     | Samuel Smith              | 8               | 17 grudnia 1822   | 4 marca 1833         | Jacksonian Party (późniejsza Partia Demokratyczna)  | Reelekcja w 1827                                                  | |
| 9     | Joseph Kent               |                 | 4 marca 1833      | 24 listopada 1837    | National Republican Party (późniejsza Partia Wigów) | 9                                                                 | Wybrany w 1833 Zmarł w trakcie pełnienia urzędu w 1837                                                              |
| Wakat | Wakat                     | Wakat           | 24 listopada 1837 | 4 stycznia 1838      |                                                     | 9                                                                 | |
| 10    | William Duhurst Merrick   |                 | 4 stycznia 1838   | 4 marca 1845         | Partia Wigów                                        | 9                                                                 | Wybrany do dokończenia kadencji w wyborach specjalnych w 1838                                                       |
| 10    | William Duhurst Merrick   | 10              | 4 stycznia 1838   | 4 marca 1845         | Partia Wigów                                        | Reelekcja w 1839 Nie starał się o reelekcję                       | |
| 11    | Reverdy Johnson           |                 | 4 marca 1845      | 7 marca 1849         | Partia Wigów                                        | 11                                                                | Wybrany w 1844 lub 1845 Zrezygnował w trakcie trwania kadencji, by objąć funkcję prokuratora generalnego USA        |
| Wakat | Wakat                     | Wakat           | 7 marca 1849      | 6 grudnia 1849       |                                                     | 11                                                                | |
| 12    | David Stewart             |                 | 6 grudnia 1849    | 12 stycznia 1850     | Partia Wigów                                        | 11                                                                | Mianowany do kontynuowania kadencji w 1849 Zrezygnował po wyborze następcy                                          |
| 13    | Thomas Pratt              |                 | 12 stycznia 1850  | 4 marca 1857         | Partia Wigów                                        | 11                                                                | Wybrany do dokończenia kadencji w wyborach specjalnych w 1850                                                       |
| 13    | Thomas Pratt              | 12              | 12 stycznia 1850  | 4 marca 1857         | Partia Wigów                                        | Reelekcja w 1851                                                  | |
| 14    | Anthony Kennedy           |                 | 4 marca 1857      | 4 marca 1863         | Unionist Party                                      | 13                                                                | Wybrany w 1856 lub 1857                                                                                             |
| 15    | Reverdy Johnson           |                 | 4 marca 1863      | 10 lipca 1868        | Unionist Party/ Partia Demokratyczna                | 14                                                                | Wybrany w 1862 lub 1863 Zrezygnował w trakcie trwania kadencji, by objąć funkcję ambasadora USA w Wielkiej Brytanii |
| Wakat | Wakat                     | Wakat           | 10 lipca 1868     | 13 lipca 1868        |                                                     | 14                                                                | |
| 16    | William Pinkney Whyte     |                 | 13 lipca 1868     | 4 marca 1869         | Partia Demokratyczna                                | 14                                                                | Mianowany do dokończenia kadencji w 1868 Nie starał się o wybór na pełną, 6-letnią kadencję                         |
| 17    | William Thomas Hamilton   |                 | 4 marca 1869      | 4 marca 1875         | Partia Demokratyczna                                | 15                                                                | Wybrany w 1868 lub 1869 Nie starał się o reelekcję w 1874, by wystartować w wyborach na gubernatora Maryland        |
| 18    | William Pinkney Whyte     |                 | 4 marca 1875      | 4 marca 1881         | Partia Demokratyczna                                | 16                                                                | Wybrany w 1874 Nie starał się o reelekcję w 1880                                                                    |
| 19    | Arthur Pue Gorman         |                 | 4 marca 1881      | 4 marca 1899         | Partia Demokratyczna                                | 17                                                                | Wybrany w 1880 |
| 19    | Arthur Pue Gorman         | 18              | 4 marca 1881      | 4 marca 1899         | Partia Demokratyczna                                | Reelekcja w 1886                                                  | |
| 19    | Arthur Pue Gorman         | 19              | 4 marca 1881      | 4 marca 1899         | Partia Demokratyczna                                | Reelekcja w 1892 Przegrał wybory w 1898                           | |
| 20    | Louis E. McComas          |                 | 4 marca 1899      | 4 marca 1905         | Partia Republikańska                                | 20                                                                | Wybrany w 1898 Przegrał wybory w 1904                                                                               |
| 21    | Isidor Rayner             |                 | 4 marca 1905      | 25 listopada 1912    | Partia Demokratyczna                                | 21                                                                | Wybrany w 1904 |
| 21    | Isidor Rayner             | 22              | 4 marca 1905      | 25 listopada 1912    | Partia Demokratyczna                                | Reelekcja w 1910 lub 1911 Zmarł w trakcie pełnienia urzędu w 1912 | |
| Wakat | Wakat                     | Wakat           | 25 listopada 1912 | 29 listopada 1912    |                                                     | 22                                                                | |
| 22    | William Purnell Jackson   |                 | 29 listopada 1912 | 28 stycznia 1914     | Partia Republikańska                                | 22                                                                | Mianowany do kontynuowania kadencji w 1912 Zrezygnował po wyborze następcy                                          |
| 23    | Blair Lee                 |                 | 28 stycznia 1914  | 4 marca 1917         | Partia Demokratyczna                                | 22                                                                | Wybrany do dokończenia kadencji w wyborach specjalnych w 1913 Przegrał prawybory w 1916                             |
| 24    | Joseph Irwin France       |                 | 4 marca 1917      | 4 marca 1923         | Partia Republikańska                                | 23                                                                | Wybrany w 1916 Przegrał wybory w 1922                                                                               |
| 25    | William Cabell Bruce      |                 | 4 marca 1923      | 4 marca 1929         | Partia Demokratyczna                                | 24                                                                | Wybrany w 1922 Przegrał wybory w 1928                                                                               |
| 26    | Phillips Lee Goldsborough |                 | 4 marca 1929      | 3 stycznia 1935      | Partia Republikańska                                | 25                                                                | Wybrany w 1928 Nie starał się o reelekcję w 1934, by wystartować w wyborach na gubernatora Maryland                 |
| 27    | George L. P. Radcliffe    |                 | 3 stycznia 1935   | 3 stycznia 1947      | Partia Demokratyczna                                | 26                                                                | Wybrany w 1934 |
| 27    | George L. P. Radcliffe    | 27              | 3 stycznia 1935   | 3 stycznia 1947      | Partia Demokratyczna                                | Reelekcja w 1940 Przegrał prawybory w 1946                        | |
| 28    | Herbert O’Conor           |                 | 3 stycznia 1947   | 3 stycznia 1953      | Partia Demokratyczna                                | 28                                                                | Wybrany w 1946 Nie starał się o reelekcję w 1952                                                                    |
| 29    | James Glenn Beall         |                 | 3 stycznia 1953   | 3 stycznia 1965      | Partia Republikańska                                | 29                                                                | Wybrany w 1952 |
| 29    | James Glenn Beall         | 30              | 3 stycznia 1953   | 3 stycznia 1965      | Partia Republikańska                                | Wybrany w 1958 Przegrał wybory w 1964                             | |
| 30    | Joseph Tydings            |                 | 3 stycznia 1965   | 3 stycznia 1971      | Partia Demokratyczna                                | 31                                                                | Wybrany w 1964 Przegrał wybory w 1970                                                                               |
| 31    | John Glenn Beall Jr.      |                 | 3 stycznia 1971   | 3 stycznia 1977      | Partia Republikańska                                | 32                                                                | Wybrany w 1970 Przegrał wybory w 1976                                                                               |
| 32    | Paul Sarbanes             |                 | 3 stycznia 1977   | 3 stycznia 2007      | Partia Demokratyczna                                | 33                                                                | Wybrany w 1976 |
| 32    | Paul Sarbanes             | 34              | 3 stycznia 1977   | 3 stycznia 2007      | Partia Demokratyczna                                | Reelekcja w 1982                                                  | |
| 32    | Paul Sarbanes             | 35              | 3 stycznia 1977   | 3 stycznia 2007      | Partia Demokratyczna                                | Reelekcja w 1988                                                  | |
| 32    | Paul Sarbanes             | 36              | 3 stycznia 1977   | 3 stycznia 2007      | Partia Demokratyczna                                | Reelekcja w 1994                                                  | |
| 32    | Paul Sarbanes             | 37              | 3 stycznia 1977   | 3 stycznia 2007      | Partia Demokratyczna                                | Reelekcja w 2000 Nie starał się o reelekcję w 2006                | |
| 33    | Ben Cardin                |                 | 3 stycznia 2007   | 3 stycznia 2025      | Partia Demokratyczna                                | 38                                                                | Wybrany w 2006 |
| 33    | Ben Cardin                | 39              | 3 stycznia 2007   | 3 stycznia 2025      | Partia Demokratyczna                                | Reelekcja w 2012                                                  | |
| 33    | Ben Cardin                | 40              | 3 stycznia 2007   | 3 stycznia 2025      | Partia Demokratyczna                                | Reelekcja w 2018 Nie starał się o reelekcję w 2024                | |
| 34    | Angela Alsobrooks         |                 | 3 stycznia 2025   |                      | Partia Demokratyczna                                | 41                                                                | Wybrana w 2024 |

## 3. klasa
| Lp.   | Imię i nazwisko           | Imię i nazwisko                                    | Od                   | Do                   | Partia                                              | Kadencja | Uwagi |
| ----- | ------------------------- | -------------------------------------------------- | -------------------- | -------------------- | --------------------------------------------------- | --- | --- |
| 1     | John Henry                |                                                    | 4 marca 1789         | 10 grudnia 1797      | Partia Federalistyczna                              | 1 | Wybrany w 1789 |
| 1     | John Henry                | 2                                                  | 4 marca 1789         | 10 grudnia 1797      | Partia Federalistyczna                              | Reelekcja w 1795 Zrezygnował w trakcie trwania kadencji, by objąć funkcję gubernatora Maryland                        | |
| 2     | James Lloyd               | 2                                                  |                      | 11 grudnia 1797      | 1 grudnia 1800                                      | Partia Federalistyczna                                                                                                | Wybrany do dokończenia kadencji w wyborach specjalnych w 1797 Zrezygnował w trakcie trwania kadencji w 1800                                      |
| Wakat | Wakat                     | Wakat                                              | 1 grudnia 1800       | 12 grudnia 1800      |                                                     | 2 | |
| 3     | William Hindman           |                                                    | 12 grudnia 1800      | 19 listopada 1801    | Partia Federalistyczna                              | 2 | Wybrany do dokończenia kadencji w wyborach specjalnych w 1800                                                                                    |
| 3     | William Hindman           | 3                                                  | 12 grudnia 1800      | 19 listopada 1801    | Partia Federalistyczna                              | Nie starał się o reelekcję w 1801 Mianowany do rozpoczęcia nowej kadencji w 1801 Zrezygnował po wyborze następcy      | |
| 4     | Robert Wright             |                                                    | 19 listopada 1801    | 12 listopada 1806    | Partia Demokratyczno-Republikańska                  | 3 | Wybrany z opóźnieniem w 1801 Zrezygnował w trakcie trwania kadencji, by objąć funkcję gubernatora Maryland                                       |
| Wakat | Wakat                     | Wakat                                              | 12 listopada 1806    | 25 listopada 1806    |                                                     | 3 | |
| 5     | Philip Reed               |                                                    | 25 listopada 1806    | 4 marca 1813         | Partia Demokratyczno-Republikańska                  | 3 | Wybrany do dokończenia kadencji w wyborach specjalnych w 1806                                                                                    |
| 5     | Philip Reed               | 4                                                  | 25 listopada 1806    | 4 marca 1813         | Partia Demokratyczno-Republikańska                  | Wybrany na pełną, 6-letnią kadencję w 1806                                                                            | |
| Wakat | Wakat                     | Wakat                                              | 4 marca 1813         | 21 maja 1813         |                                                     | 5 | Parlament nie zdołał wybrać senatora |
| 6     | Robert Henry Goldsborough |                                                    | 21 maja 1813         | 4 marca 1819         | Partia Federalistyczna                              | 5 | Wybrany z opóźnieniem w 1813 |
| 7     | Edward Lloyd              |                                                    | 4 marca 1819         | 14 stycznia 1826     | Partia Demokratyczno-Republikańska                  | 6 | Wybrany w 1819 |
| 7     | Edward Lloyd              | Jacksonian Party (późniejsza Partia Demokratyczna) | 4 marca 1819         | 14 stycznia 1826     | 7                                                   | Reelekcja w 1825 Zrezygnował w trakcie trwania kadencji                                                               | |
| Wakat | Wakat                     | Wakat                                              | 14 stycznia 1826     | 24 stycznia 1826     |                                                     | 7 | |
| 8     | Ezekiel F. Chambers       |                                                    | 24 stycznia 1826     | 20 grudnia 1834      | National Republican Party (późniejsza Partia Wigów) | 7 | Wybrany do dokończenia kadencji w wyborach specjalnych w 1826                                                                                    |
| 8     | Ezekiel F. Chambers       | 8                                                  | 24 stycznia 1826     | 20 grudnia 1834      | National Republican Party (późniejsza Partia Wigów) | Reelekcja w 1831 Zrezygnował w trakcie trwania kadencji, by objąć funkcję sędziego w Sądzie Najwyższym stanu Maryland | |
| Wakat | Wakat                     | Wakat                                              | 20 grudnia 1834      | 13 stycznia 1835     |                                                     | 8 | |
| 9     | Robert Henry Goldsborough |                                                    | 13 stycznia 1835     | 5 października 1836  | National Republican Party                           | 8 | Wybrany do dokończenia kadencji w wyborach specjalnych w 1835 Zmarł w trakcie pełnienia urzędu w 1836                                            |
| Wakat | Wakat                     | Wakat                                              | 5 października 1836  | 31 grudnia 1836      |                                                     | 8 | |
| 10    | John S. Spence            |                                                    | 31 grudnia 1836      | 24 października 1840 | National Republican Party                           | 8 | Wybrany do dokończenia kadencji w wyborach specjalnych w 1836                                                                                    |
| 10    | John S. Spence            | Partia Wigów                                       | 31 grudnia 1836      | 24 października 1840 | 9                                                   | Reelekcja w 1837 Zmarł w trakcie pełnienia urzędu w 1840                                                              | |
| Wakat | Wakat                     | Wakat                                              | 24 października 1840 | 5 stycznia 1841      |                                                     | 9 | |
| 11    | John Leeds Kerr           |                                                    | 5 stycznia 1841      | 4 marca 1843         | Partia Wigów                                        | 9 | Wybrany do dokończenia kadencji w wyborach specjalnych w 1841                                                                                    |
| 12    | James Pearce              |                                                    | 4 marca 1843         | 20 grudnia 1862      | Partia Wigów                                        | 10 | Wybrany w 1843 |
| 12    | James Pearce              | 11                                                 | 4 marca 1843         | 20 grudnia 1862      | Partia Wigów                                        | Reelekcja w 1849 | |
| 12    | James Pearce              | Partia Demokratyczna (od 1856)                     | 4 marca 1843         | 20 grudnia 1862      | 12                                                  | Reelekcja w 1855 | |
| 12    | James Pearce              | Partia Demokratyczna (od 1856)                     | 4 marca 1843         | 20 grudnia 1862      | 13                                                  | Reelekcja w 1861 Zmarł w trakcie pełnienia urzędu w 1862                                                              | |
| Wakat | Wakat                     | Wakat                                              | 20 grudnia 1862      | 29 grudnia 1862      |                                                     | 13 | |
| 13    | Thomas Holliday Hicks     |                                                    | 29 grudnia 1862      | 14 lutego 1865       | Unionist Party                                      | 13 | Mianowany do kontynuowania kadencji w 1862 Wybrany do dokończenia kadencji w wyborach specjalnych w 1864 Zmarł w trakcie pełnienia urzędu w 1865 |
| Wakat | Wakat                     | Wakat                                              | 14 lutego 1865       | 9 marca 1865         |                                                     | 13 | |
| 14    | John Creswell             |                                                    | 9 marca 1865         | 4 marca 1867         | Unionist Party                                      | 13 | Wybrany do dokończenia kadencji w wyborach specjalnych w 1865 Zmarł w trakcie pełnienia urzędu w 1865                                            |
| Wakat | Wakat                     | Wakat                                              | 4 marca 1867         | 7 marca 1868         |                                                     | 14 | Senat nie dopuścił wybranego kandydata do pełnienia urzędu                                                                                       |
| 15    | George Vickers            |                                                    | 7 marca 1868         | 4 marca 1873         | Partia Demokratyczna                                | 14 | Wybrany do dokończenia kadencji w wyborach specjalnych w 1868                                                                                    |
| 16    | George R. Dennis          |                                                    | 4 marca 1873         | 4 marca 1879         | Partia Demokratyczna                                | 15 | Wybrany w 1872 lub 1873 |
| 17    | James Black Groome        |                                                    | 4 marca 1879         | 4 marca 1885         | Partia Demokratyczna                                | 16 | Wybrany w 1878 lub 1879 |
| 18    | Ephraim King Wilson II    |                                                    | 4 marca 1885         | 24 lutego 1891       | Partia Demokratyczna                                | 17 | Wybrany w 1884 Reelekcja w 1890 Zmarł przed początkiem kolejnej kadencji                                                                         |
| Wakat | Wakat                     | Wakat                                              | 24 lutego 1891       | 19 listopada 1891    |                                                     | 17 | |
| Wakat | Wakat                     | Wakat                                              | 24 lutego 1891       | 19 listopada 1891    | 18                                                  | Wybrany senator zmarł przed początkiem kadencji                                                                       | |
| 19    | Charles Hopper Gibson     |                                                    | 19 listopada 1891    | 4 marca 1897         | Partia Demokratyczna                                | 18 | Mianowany do kontynuowania kadencji w 1891 Wybrany do dokończenia kadencji w wyborach specjalnych w 1892                                         |
| 20    | George L. Wellington      |                                                    | 4 marca 1897         | 4 marca 1903         | Partia Republikańska                                | 19 | Wybrany w 1896 Nie starał się o reelekcję w 1902                                                                                                 |
| 21    | Arthur Pue Gorman         |                                                    | 4 marca 1903         | 4 czerwca 1906       | Partia Demokratyczna                                | 20 | Wybrany w 1902 Zmarł w trakcie pełnienia urzędu w 1906                                                                                           |
| Wakat | Wakat                     | Wakat                                              | 4 czerwca 1906       | 8 czerwca 1906       |                                                     | 20 | |
| 22    | William Pinkney Whyte     |                                                    | 8 czerwca 1906       | 17 marca 1908        | Partia Demokratyczna                                | 20 | Mianowany do kontynuowania kadencji w 1906 Wybrany do dokończenia kadencji w wyborach specjalnych w 1908 Zmarł w trakcie pełnienia urzędu w 1908 |
| Wakat | Wakat                     | Wakat                                              | 17 marca 1908        | 25 marca 1908        |                                                     | 20 | |
| 23    | John Walter Smith         |                                                    | 25 marca 1908        | 4 marca 1921         | Partia Demokratyczna                                | 20 | Mianowany do dokończenia kadencji, będąc już wcześniej wybrany na pełną, 6-letnią kadencję                                                       |
| 23    | John Walter Smith         | 21                                                 | 25 marca 1908        | 4 marca 1921         | Partia Demokratyczna                                | Wybrany w 1908 | |
| 23    | John Walter Smith         | 22                                                 | 25 marca 1908        | 4 marca 1921         | Partia Demokratyczna                                | Reelekcja w 1914 Przegrał wybory w 1920                                                                               | |
| 24    | Ovington Weller           |                                                    | 4 marca 1921         | 4 marca 1927         | Partia Republikańska                                | 23 | Wybrany w 1920 Przegrał wybory w 1926 |
| 25    | Millard Tydings           |                                                    | 4 marca 1927         | 3 stycznia 1951      | Partia Demokratyczna                                | 24 | Wybrany w 1926 |
| 25    | Millard Tydings           | 25                                                 | 4 marca 1927         | 3 stycznia 1951      | Partia Demokratyczna                                | Reelekcja w 1932 | |
| 25    | Millard Tydings           | 26                                                 | 4 marca 1927         | 3 stycznia 1951      | Partia Demokratyczna                                | Reelekcja w 1938 | |
| 25    | Millard Tydings           | 27                                                 | 4 marca 1927         | 3 stycznia 1951      | Partia Demokratyczna                                | Reelekcja w 1944 Przegrał wybory w 1950                                                                               | |
| 26    | John Marshall Butler      |                                                    | 3 stycznia 1951      | 3 stycznia 1963      | Partia Republikańska                                | 28 | Wybrany w 1950 |
| 26    | John Marshall Butler      | 29                                                 | 3 stycznia 1951      | 3 stycznia 1963      | Partia Republikańska                                | Reelekcja w 1956 Nie starał się o reelekcję w 1962                                                                    | |
| 27    | Daniel Brewster           |                                                    | 3 stycznia 1963      | 3 stycznia 1969      | Partia Demokratyczna                                | 30 | Wybrany w 1962 Przegrał wybory w 1968 |
| 28    | Charles Mathias           |                                                    | 3 stycznia 1969      | 3 stycznia 1987      | Partia Republikańska                                | 31 | Wybrany w 1968 |
| 28    | Charles Mathias           | 32                                                 | 3 stycznia 1969      | 3 stycznia 1987      | Partia Republikańska                                | Reelekcja w 1974 | |
| 28    | Charles Mathias           | 33                                                 | 3 stycznia 1969      | 3 stycznia 1987      | Partia Republikańska                                | Reelekcja w 1980 Nie starał się o reelekcję w 1986                                                                    | |
| 29    | Barbara Mikulski          |                                                    | 3 stycznia 1987      | 3 stycznia 2017      | Partia Demokratyczna                                | 34 | Wybrana w 1986 |
| 29    | Barbara Mikulski          | 35                                                 | 3 stycznia 1987      | 3 stycznia 2017      | Partia Demokratyczna                                | Reelekcja w 1992 | |
| 29    | Barbara Mikulski          | 36                                                 | 3 stycznia 1987      | 3 stycznia 2017      | Partia Demokratyczna                                | Reelekcja w 1998 | |
| 29    | Barbara Mikulski          | 37                                                 | 3 stycznia 1987      | 3 stycznia 2017      | Partia Demokratyczna                                | Reelekcja w 2004 | |
| 29    | Barbara Mikulski          | 38                                                 | 3 stycznia 1987      | 3 stycznia 2017      | Partia Demokratyczna                                | Reelekcja w 2010 Nie starała się o reelekcję w 2016                                                                   | |
| 30    | Chris Van Hollen          |                                                    | 3 stycznia 2017      | nadal                | Partia Demokratyczna                                | 39 | Wybrany w 2016 |
| 30    | Chris Van Hollen          | 40                                                 | 3 stycznia 2017      | nadal                | Partia Demokratyczna                                | Reelekcja w 2022 | |